# Концепції виду
Концепція виду — система поглядів на поняття виду в біології.
Поняття концепції виду тісно пов'язане з такими напрямками, поняттями і предметами дослідження, як критерії виду, видоутворення, таксономія, систематика тощо.

## Головні концепції виду
Найвідомішими й найпоширенішими в біології є кілька концепцій виду. Всі вони мають певні подібності і одночасно відмінності. Чітких меж між концепціями немає, і кожний дослідник на практиці оперує всім комплексом набутих знань.

### Типологічна (морфологічна) концепція виду
Найдавнішою і найпоширенішою є типологічна концепція, яку також називають морфологічною концепцією виду (МКВ). Згідно з МКВ, видом є сукупність особин (вибірок, рас, популяцій тощо), яка відрізняється від інших за ключовими морфологічними ознаками, визнаними в систематиці відповідної групи організмів. Відповідно, ключовими поняттями в МКВ є «діагноз» і «гіатус», тобто морфологічна характеристика і наявність морфологічного розриву між сукупностями, що порівнюються.
Центром розвитку цієї концепції виду стали природничі музеї як осередки вивчення й опису біорізноманіття. Морфологічна концепція виду звичайно асоціюється з іменем Карла Ліннея. Цієї концепції також дотримувалися Платон, Аристотель.

### Біологічна (ізоляційна) концепція виду
В основі біологічної концепції виду (БКВ) лежить поняття репродуктивної ізоляції. Концепція сформована на засадах таких дисциплін, як популяційна біологія та генетика популяцій. Головним критерієм виду є репродуктивна ізоляція і, відповідно, відсутність гібридів в умовах симпатрії (проживання на одній території) близьких видів чи таксонів невизначеного рангу.
Ця концепція асоціюється з низкою генетиків та популяційних біологів, у тому числі Теодосія Добжанського, Ернста Майра, Миколи Воронцова та ін.
Через численні приклади спонтанної гібридизації чи формування вузьких гібридних зон між близькими видами ця концепція зазначала численних корекцій аж до визнання нормальним 5—10% концентрацію гібридів у зонах симпатрії.

### Еволюційна (дарвінова) концепція виду
Вид розглядається як фрагмент неперервного процесу еволюції, як неперервний добре відокремлений від інших ланцюжок поколінь від пращурів до нащадків. Основою еволюційних подій є формування просторової чи екологічної (або просторово-часової) ізоляції нових популяцій від «материнських» форм.
Ця концепція тісно пов'язана з іменем Чарлза Дарвіна, який визнавав еволюцію і по суті не визнавав види (Лінней — навпаки). Ця концепція набула широкого визнання у палеозоологів та еволюціоністів, які мають справу з аналізом неперервних змін видів у просторі й часі.

## Номіналістична концепція
Згідно з цією концепцією в природі існують тільки особини, а не види. Вид — уявне поняття. Прибічниками цієї концепції були Діоген, Ламарк, Бюффон.